# Худспорт (Вашингтон)
Худспорт (енгл. Hoodsport) насељено је место без административног статуса у америчкој савезној држави Вашингтон.

## Демографија
По попису из 2010. године број становника је 376.
| Група             | 2000.    | 2010.       |
| Белци             | 0 (0,0%) | 334 (88,8%) |
| Афроамериканци    | 0 (0,0%) | 0 (0,0%)    |
| Азијати           | 0 (0,0%) | 3 (0,8%)    |
| Хиспаноамериканци | 0 (0,0%) | 12 (3,2%)   |
| Укупно            | 0        | 376         |